# Pedinopleura emarginata
Pedinopleura emarginata är en stekelart som beskrevs av Van Achterberg 1984. Pedinopleura emarginata ingår i släktet Pedinopleura och familjen bracksteklar. Inga underarter finns listade i Catalogue of Life.